# Insertbuchse
Bei professionellen Audio-Mischpulten gibt es bei jedem Mono-Kanalzug auch eine Insert-Buchse. Es handelt sich um eine Schnittstelle. Das Eingangssignal des Kanalzugs kann an der Insert-Buchse (auch: am Insert) abgegriffen, bearbeitet und wieder in den Kanalzug eingespeist werden. Sie wird in der Tonstudiotechnik hauptsächlich zum Einschleifen von Effekten verwendet, die das Signal vollständig durchlaufen soll, wie Dynamikprozessoren oder Equalizer. In der Audiotechnik spricht man von "Inserten". Man kann sie gelegentlich auch verwenden, um Eingangssignale der Kanalzüge unbearbeitet abzugreifen.
Insert-Buchsen sind in der Regel dreipolige 6,35 mm Klinkenbuchsen. Über einen Kontakt wird das Signal gesendet, über den zweiten das Signal aus dem Effekt/Dynamikprozessor empfangen. Die Insert-Signalkomponenten Ausgang und Eingang nennt man Insert-Send und Insert-Return.
Der Schaft liefert die Masseverbindung. Da nur drei Kontakte zur Verfügung stehen, werden die Insert-Signale dabei unsymmetrisch übertragen. Besonders hochwertige Mischpulte haben auch für Send und Return  getrennte Buchsen in signalsymmetrischer Ausführung.